# Кромме-Рейн
Кромме-Рейн (нід. Kromme Rijn — кривий Рейн) — протока дельти Рейну. Назву отримав через меандри. Довжина — 28 км.
Кромме-Рейн починається у Вейк-бей-Дюрстеді, протікає територією провінції Утрехт, з'єднуючись із Лейдсе-Рейном у місті Утрехт.
На берегах Кромме-Рейну збереглися залишки римського форту, елемента споруд Верхньогермансько-ретійського лімесу. Від часів Риму Кромме-Рейн був основним шляхом Рейном у Північне море. Але в Середньовіччі з будівництвом каналів перевага стала надаватися системі Недеррейн — Лек. Нині Кромме-Рейн практично не судноплавний.
| Річка | Це незавершена стаття про річку. Ви можете допомогти проєкту, виправивши або дописавши її. |